# Sandra Lorenzano
Sandra Lorenzano (Buenos Aires, Argentina, 7 de marzo de 1960), registrada al nacer como Sandra Silvina Lorenzano Schifrin, es una narradora, poeta y ensayista argentina-mexicana. Doctora en Letras por la UNAM, se desempeña actualmente como directora del Centro de Estudios Mexicanos de la Universidad Nacional Autónoma de México en Cuba y como Coordinadora del Proyecto «Cultura y migración» (UNAM-Unesco-Universidad Autónoma de Madrid).

## Biografía
Sandra Lorenzano radica en México desde 1976, como parte de la ola de exilio debido a la dictadura argentina de 1976-1983, cuando tenía dieciséis años.

### Estudios
Lorenzano hizo su licenciatura, maestría y doctorado en letras en la Universidad Nacional Autónoma de México.

### Trayectoria
Forma parte de la Asamblea del Consejo Nacional para Prevenir la Discriminación (Conapred), siendo su presidenta entre 2022 y 2024, de la Red Internacional de Literatura y Derechos Humanos, del International Women’s Forum, de University of California-Mexicanistas, entre otras asociaciones.
Fue vicerrectora de la Universidad del Claustro de Sor Juana. Es parte del Sistema Nacional de Creadores de Arte en México.
Fue Directora de Cultura y Comunicación de la Coordinación para la Igualdad de Género de la UNAM.
En 2024 es nombrada directora del Centro de Estudios Mexicanos de la Universidad Nacional Autónoma de México en Cuba.
Creó y condujo durante seis años el programa «En busca del cuento perdido», primer taller literario radiofónico del país, en el Instituto Mexicano de la Radio. Su obra Escrituras de sobrevivencia. Narrativa argentina y dictadura (2001) obtuvo mención especial en el Premio Nacional de Ensayo Literario José Revueltas. Sus obras han sido traducidas al inglés y al italiano.
En 2012, escribió Fuga en mí menor, obra que fue presentada en la Feria Internacional del Libro de Guadalajara y que, a diferencia de otros textos de la autora, no toca el tema de la dictadura argentina y desarrolla como temas la música y la memoria.
Obtuvo el Premio Nacional “Clemencia Isaura de Poesía" 2023 con el poemario Abismos quise decir, que se entrega en el marco de los Juegos Florales del Carnaval de Mazatlán por parte del Gobierno de Mazatlán.
En 2024 gana el Premio Málaga de Ensayo con Herida Fecunda, una obra biográfica sobre el exilio.
Debuta como actriz en el filme Sujo de las directoras mexicanas Astrid Rondero y Fernanda Valadez, que fue estrenada en enero de 2024 en el Festival de Sundance, donde fue galardonada con el Gran Premio del Jurado a la Mejor Película Internacional. La Academia Mexicana de Artes y Ciencias Cinematográficas eligió la película para representar a México en los premios Óscar y Goya.

## Obra

### Novela
- Saudades (Fondo de Cultura Económica, 2007)[20][21]
- Fuga en mí menor (Tusquets, 2012)[22]
- La estirpe del silencio (Seix Barral, 2015)[23][24]
- El día que no fue (Alfaguara, 2019)[25]

### Poesía
- Vestigios (Pre-Textos, 2010)[26]
- Herencia (Vaso Roto, 2019)[27][28]
- Abismos, quise decir (Círculo de Poesía – Literal Publishing, 2023).[29] Premio Clemencia Isaura de Poesía 2023.[30]

### Ensayo
- Escrituras de sobrevivencia. Narrativa argentina y dictadura (UAM, 2001). Mención Especial en el Premio Nacional de Ensayo Literario José Revueltas
- Josefina Vicens: Sobrevivir por las palabras (INMUJERES, 2006)[31]
- Herida fecunda (Páginas de Espuma, 2024).[32] XV Premio Málaga de Ensayo José María González Ruiz 2024.[33]

### Coordinadora
- La literatura es una película. Revisiones sobre Manuel Puig (UNAM)
- Aproximaciones a Sor Juana (Fondo de Cultura Económica)
- Políticas de la memoria: tensiones en la palabra y la imagen (Ed. Gorla, Argentina)
- Lo escrito mañana. Narradores mexicanos nacidos en los 60 (Ed. Axial)
- Pasiones y obsesiones. Secretos del oficio de escribir (Fondo de Cultura Económica)